# Lázár Szentes
Lázár Szentes (Bonyhád, Hungría; 12 de diciembre de 1955) es un exfutbolista y entrenador que jugó en la posición de delantero.

## Carrera

### Club
Inició su carrera en 1973 con el Szekszárdi Dózsa donde jugó tres temporadas para después firmar con el Zalaegerszegi TE en 1976, militando en el club hasta 1981.
En 1981 firma con el Gyori ETO FC con el que consigue ser campeón nacional en dos ocasiones en seis temporadas en las que estuvo con el equipo. En 1987 vieja a Portugal y firma con el Vitória Setúbal por una temporada. Al año siguiente firma con el Louletano DC por un año para después jugar para el CDR Quarteirense con quien se retiraría en 1990.

### Selección nacional
Jugó para Hungría de 1982 a 1983 en seis partidos y anotó tres goles, uno de ellos en la victoria por 10-1 ante El Salvador en la Copa Mundial de Fútbol de 1982.

### Entrenador
Su primer equipo fue en Gyori ETO FC en 1992 al que ha dirigido en dos etapas al igual que al Szombathelyi Haladás y a varios equipos de Hungría como ASV Zurndorf, Tiszaújvárosi FC, Egri FC, Debreceni VSC, Lombard Pápa, Zalaegerszegi TE, Integrál-DAC, Újpest FC, Nyíregyháza y Diósgyőri VTK así como al Ittihad FC de Arabia Saudita.

## Logros
- NB1: 2

1981-1982, 1982-1983